# Paragnetina tinctipennis
Paragnetina tinctipennis är en bäcksländeart som först beskrevs av Mclachlan 1875.  Paragnetina tinctipennis ingår i släktet Paragnetina och familjen jättebäcksländor. Inga underarter finns listade i Catalogue of Life.